# NGC 7061
NGC 7061 је елиптична галаксија у сазвежђу Индијанац која се налази на NGC листи објеката дубоког неба.
Деклинација објекта је - 49° 3' 48" а ректасцензија 21h 27m 26,7s. Привидна величина (магнитуда) објекта NGC 7061 износи 13,1 а фотографска магнитуда 14,1. NGC 7061 је још познат и под ознакама ESO 236-13, AM 2123-491, PGC 66785.